# Corynofrea camerunica
Corynofrea camerunica är en skalbaggsart som beskrevs av Stefan von Breuning 1950. Corynofrea camerunica ingår i släktet Corynofrea och familjen långhorningar. Inga underarter finns listade i Catalogue of Life.